# تاسوكو هاتاناكا
تاسوكو هاتاناكا (畠中祐 هاتاناكا تاسوكو) هو ممثل ياباني ولد في 17 أغسطس 1994 في محافظة كاناغاوا.

## أدواره في التوكوساتسو
- ألترامان زد - ألترامان زد (صوت)

## أدواره في الأنمي

### مسلسلات أنمي تلفزيونية
- يوغي ZEXAL - يوما تسوكومو
- أوشيو و تورا - أوشيو آوتسوكي
- وورلد تريغر - هيساتو ساساموتو
- كرة سلة كوروكو - ريجي موتشيدا
- كابانيري الحصن الحديدي - إيكوما
- أكاديميتي للأبطال - دينكي كاميناري
- 7 صح 3 خطأ - دايسكي إينوي
- هجوم العمالقة Season 3 - فليغل ريفيس
- بازيليسك: لفائف نينجا أوكا - كوغا هاتشيرو
- أص الديناري actII - هيروفومي أسادا
- فتاة السينريو - إيجي بوسوجيما
- باتيري - غو ناغاكورا
- بوكيمون إكس/واي - إيفريت
- مكتب نقار الخشب للتحقيق - ناروسي
- مارز ريد - شوتارو كوروسو
- كابتن تسوباسا - يوزو موريساكي
- موب سايكو 100 II - جوزيف
- النوتات البيضاء - سويتشي تانوما
- سكيت - ريكي كيان

### أنمي الإنترنت
- النبلاء: الصحوة - يوسكي تاشيرو

### أفلام أنمي
- بلام! - شيرو
- كابانيري الحصن الحديدي: معركة أوناتو - إيكوما
- أكاديميتي للأبطال ذا موفي: البطلين - دينكي كاميناري
- أكاديميتي للأبطال ذا موفي: هيروز: رايزينغ - دينكي كاميناري
- مابوروشي - أتسوشي نيتا

## أدواره في ألعاب الفيديو
- أكاديميتي للأبطال: باتل فور أول - دينكي كاميناري
- ماي هيرو ونز جاستيس - دينكي كاميناري
- ماي هيرو ونز جاستيس 2 - دينكي كاميناري
- ميجا مان 11 - بلاست مان

## أدواره في الدبلجة اليابانية
- عداء المتاهة - توماس
- عداء المتاهة:تجارب السكورش - توماس
- سلاحف النينجا - مايكل أنجلو
- سجلات نارنيا: الأسد، الساحرة وخزانة الملابس - إدموند بيفنسي
- سجلات نارنيا: الأمير قزوين - إدموند بيفنسي
- سجلات نارنيا: رحلة سفينة داون تريدر - إدموند بيفنسي
- جي-فورس - كونور
- صراع العروش - تريستين مارتل
- صبا - ميسون إيفانز الابن (أيام المراهقة)

## وصلات خارجية
- تاسوكو هاتاناكا على موقع IMDb (الإنجليزية)
- تاسوكو هاتاناكا على موقع ميوزك برينز (الإنجليزية)
- تاسوكو هاتاناكا على موقع قاعدة بيانات الفيلم (الإنجليزية)
- تاسوكو هاتاناكا على موقع كينوبويسك (الروسية)
- تاسوكو هاتاناكا على موقع ANN person (الإنجليزية)

- صفحة IMDb